# Jean-Loup Longnon
Pour les articles homonymes, voir Longnon.
Jean-Loup Longnon, né le 2 février 1953 à Paris, est un trompettiste, pianiste, vocaliste, compositeur, arrangeur et chef d'orchestre français de jazz.

## Biographie
Né au sein d'une famille de littéraires et de musiciens, Jean-Loup Longnon à tout d'abord étudié le piano, le violoncelle, puis en autodidacte la trompette, ainsi que la composition pour petites et moyennes formations ainsi que, plus tard, pour son grand orchestre (Longnon Big Band).
Très imprégné des œuvres des grands compositeurs du XXe siècle (Ravel, Debussy, Dutilleux, Fauré, Boulanger, Duruflé, Prokofiev, Berg, Honegger, Roussel, Poulenc, Szymanovski, Bartok, Stravinsky), il a écrit plusieurs partitions pour orchestre symphonique.
Récompensé de nombreux prix, il se produit dans de nombreux pays : Royaume-Uni, Scandinavie, Allemagne, République tchèque, Slovaquie, Bulgarie, Roumanie, Grèce, Belgique, Suisse, Italie, Espagne, Egypte, Tunisie, Maroc, île de la Réunion, île Maurice, Cuba, ainsi qu'au cours de longs séjours au Brésil, en Turquie, à Madagascar, en Russie, en Israël et aux Etats-Unis.
Ces activités ont occasionné de décisives rencontres comme avec Dizzy Gillespie, Stan Getz, Wynton Marsalis, Clark Terry, Johnny Griffin, Benny Golson, Tania Maria, James Moody, Randy Brecker, Martial Solal, Stéphane Grappelli, Didier Lockwood, Michel Petrucciani, Antoine Hervé, Flavio Boltro, Claude Nougaro, Nicole Croisille ou Nicolas Folmer.

### Prix et distinctions
- 1982 : Prix Boris-Vian
- 1984 : Prix Audiovisuel de l'Europe
- 1991 : Prix Django-Reinhardt[2]
- 1995 : Django d'or dans la catégorie « musicien français de jazz »[3]
- 2010 : Django d'or dans la catégorie « SACEM de la création »[4]

## Discographie
- 1984 : Torride !, Label 52e rue Est
- 1984 : L'Ours, « poème symphonique » pour quintette de cuivres et orchestre, orchestre symphonique Éphémère et Le Concert Arban (avec deux créations de Patrice Caratini et Martial Solal)
- 1987 : Jean-Loup Longnon & his New York Orchestra (WEA 1987)
- 1992 : Cyclades, incluant un arrangement brésilio-ravélien de La Marseillaise
- 1997 : Bop Dreamer (Pygmalion-records 1997)
- 2004 : Just Friends, en duo avec Louis Mazetier (piano)
- 2008 : Encore du bop ???, Longnon Big-Band
- 2014 : Just in time, avec son quintet
- 2014 : R comme René, Paris-Calvi Big Band
- 2016 : L'Ours (remastérisation)